# Droga krajowa nr 214 (Kostaryka)
Droga krajowa nr 214 (hiszp. Ruta Nacional Secundaria 214/Ruta 214) – jedna z dróg krajowych w Kostaryce. Znajduje się ona w prowincji San José.

## Opis
W prowincji San José droga krajowa nr 214 przebiega przez kanton San José (przez dystrykty Hospital i San Sebastián) oraz przez kanton Desamparados (przez dystrykty San Rafael Arriba i San Rafael Abajo).